# Blue box

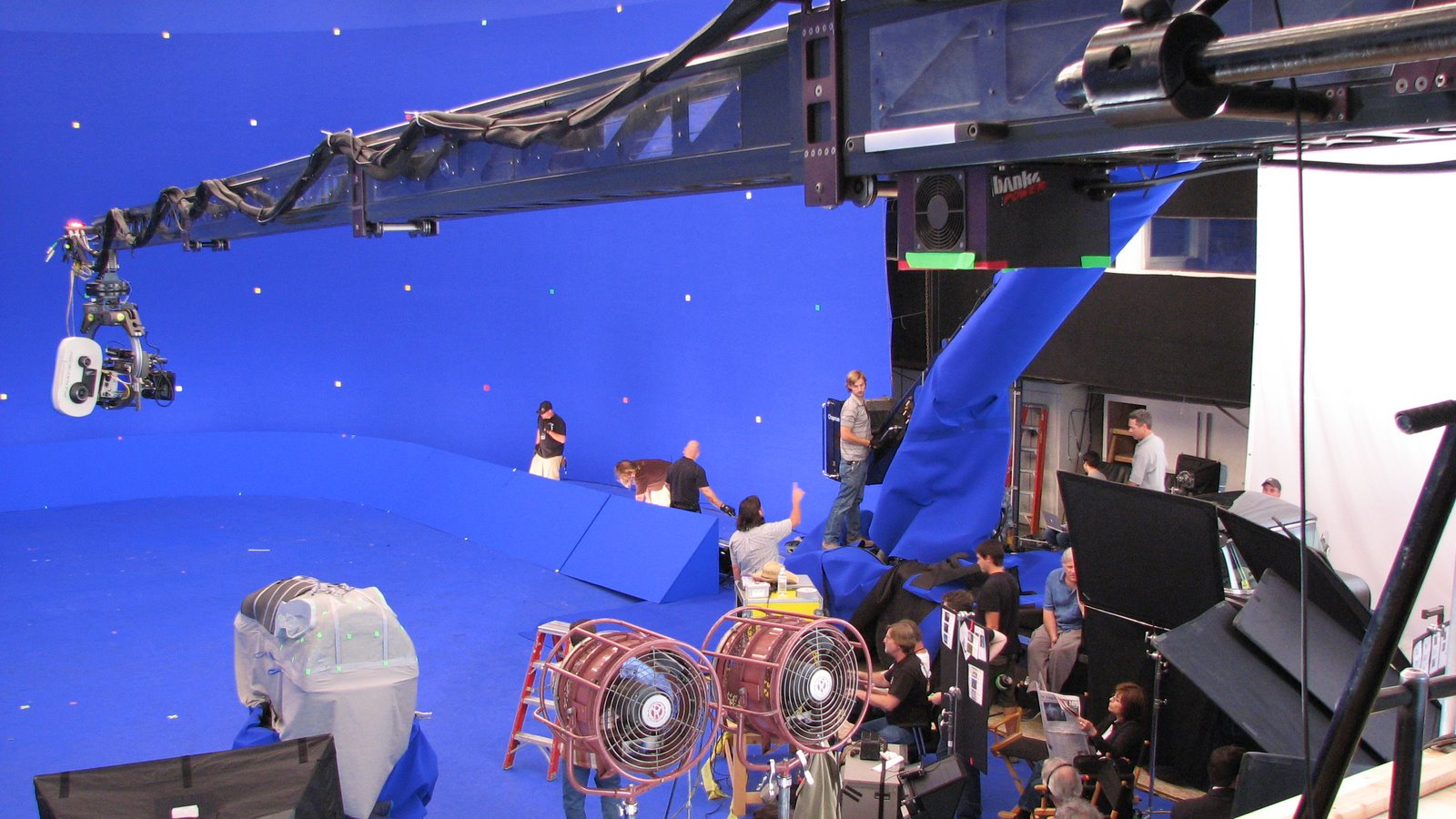
Plan filmu Kroniki Spiderwick z niebieską scenografią, przeznaczoną do techniki blue box

Blue box (inaczej green box) – technika cyfrowej obróbki obrazu, polegająca na zamianie tła o w miarę jednolitym kolorze (pierwotnie niebieskim lub zielonym, stąd nazwa) na dowolny obraz.
Szeroko stosowana w telewizji (najczęściej podczas prezentacji prognozy pogody i w programach informacyjnych) oraz w filmie (do umieszczania aktorów w komputerowo generowanym środowisku). Kolor tła to zazwyczaj niebieski lub zielony, ponieważ są one uważane za najmniej podobne do koloru skóry i najrzadziej pojawiają się w kostiumach i rekwizytach.

## Działanie
W cyfrowym nagraniu wideo kolor jest przedstawiany przez trzy liczby, oznaczające jasność składowych barw (RGB). Efekt blue box jest uzyskiwany poprzez proste porównanie wartości tych liczb w poszczególnych punktach w nagraniu z kolorem tła. Jeśli kolor się zgadza (dokładnie lub z pewną rozbieżnością), to w tym punkcie nagranie jest zastępowane przez alternatywne tło.

## Ubrania
Osoba, która bierze udział w nagraniu z użyciem blue boksa, nie może mieć ubrań w podobnym kolorze, co tło, ponieważ zostaną one zastąpione przez alternatywny obraz. Nie może też trzymać przedmiotów w takim kolorze. Można to wykorzystać do zrobienia efektu niewidzialnej postaci, np. noszącej czapkę niewidkę lub pelerynę–niewidkę.

## Zastosowanie w telewizji
W niektórych telewizjach w Polsce (np. TVP, TVN Meteo) blue box służy do prezentowania prognozy pogody. Telewizja publiczna w latach 1990–1992 wykorzystywała blue box w Wiadomościach w celu wygenerowania jednolitego niebieskiego tła i prezentowania animacji obok prezentera. W latach 1997–2002 w tym samym programie wykorzystywała blue box do generowania obrazu newsroomu za plecami prezentera. Blue box był używany w latach 90. w Łódzkich Wiadomościach Dnia.